# Wells Thompson
Thomas Wells Thompson (Winston-Salem, 25 november 1983) is een Amerikaan voetballer. In 2015 tekende hij een contract bij Carolina RailHawks FC. 

## Clubcarrière
Thompson werd in de MLS SuperDraft 2007 als vijfde gekozen door New England Revolution. In zijn drie seizoenen bij de club speelde hij in eenenzeventig competitiewedstrijden waarin hij twee keer scoorde. Hij won met de club in 2007 ook de U.S. Open Cup. Op 21 januari 2012 werd hij naar Colorado Rapids gestuurd. Op 14 april 2010 scoorde Thompson tegen Kansas City Wizards zijn eerste twee doelpunten voor de club. In 2012 tekende Thompson bij Chicago Fire. Hij kreeg zijn eerste basisplaats op 24 maart 2013. Op 3 maart 2014 tekende hij bij de Charlotte Eagles uit de USL Pro. Hij maakte op 5 april 2014 tegen de Dayton Dutch Lions zijn debuut voor Charlotte. Het seizoen erop speelde de Charlotte Eagles in de USL Premier Development League, waarna Thompson op 3 februari 2015 tekende bij Carolina RailHawks FC, ten tijde uitkomend in de North American Soccer League.